# David Desrosiers
David Desrosiers, född 29 augusti 1980 i Sept-Îles i Québec, är en kanadensisk musiker (basist) och sångare i musikgruppen Simple Plan. Han växte upp i den fransktalande delen av Kanada.
Desrosiers första grupp hette Reset. När Pierre Bouvier lämnade Reset blev Desrosiers också dess sångare innan han så småningom övergick till Simple Plan.